# ایست لین (میزوری)
ایست لین (به انگلیسی: East Lynne) یک شهر در ایالات متحده آمریکا است که در شهرستان کاس، میزوری واقع شده‌است. ایست لین ۰٫۸۵ کیلومتر مربع مساحت و ۳۰۳ نفر جمعیت دارد و ۲۶۰ متر بالاتر از سطح دریا واقع شده‌است.